# Vickers Viscount
Il Vickers Viscount (Visconte) è stato un aereo di linea costruito dalla ditta inglese Vickers-Armstrongs a partire dai tardi anni quaranta. Fu il primo aereo commerciale a entrare in servizio alimentato da un motore turboelica e divenne uno dei velivoli commerciali di maggior successo nei primi anni del dopoguerra.
Uno dei tre esemplari esistenti del Vickers Viscount si trova nell'Istituto d'Istruzione Superiore Statale (ex I.T.Aer.)Francesco De Pinedo a Roma.

## Storia
Come molti progetti commerciali inglesi del dopoguerra, il Viscount deve le proprie origini al lavoro del Brabazon Committee: in particolare il progetto della Vickers si aggiudicò il contratto di fornitura relativo alla specifica IIB, che richiedeva la realizzazione di velivoli paragonabili al Douglas DC-3, mossi da motori a turboelica (anch'essi in fase di studio).

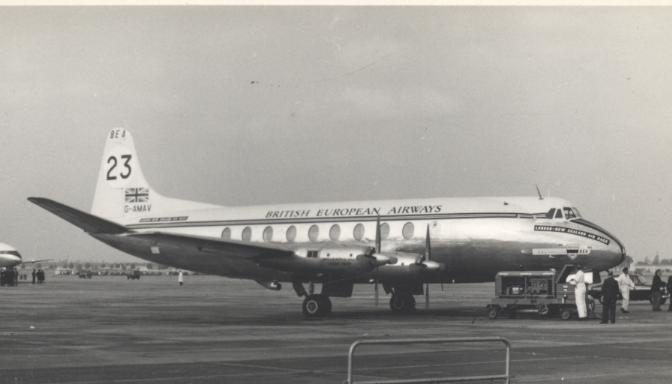
Il primo Type 700 di serie, con le insegne della BEA durante la New Zealand Air Race del 1953 (si noti il n° di gara "23").

La prima risultanza del lavoro relativo al progetto del Viscount fu il prototipo di un velivolo per 24 passeggeri, definito Type 630, sul quale erano installati quattro motori turboelica Rolls-Royce Dart RDa Mk. 502, in grado di erogare una potenza pari a 990 shp.
Il prototipo volò per la prima volta il 16 luglio 1948 e, sulla carta, doveva essere seguito da un secondo esemplare identico e da un terzo (definito Type 640) spinto da turboeliche Napier Naiad. Si trattava di un monoplano dalla struttura interamente metallica, ala bassa e piani di coda caratterizzati dal profilo con angolo diedro positivo.
Il primo prototipo del Viscount venne così consegnato alla British European Airways per l'addestramento dei piloti, tuttavia il velivolo non convinse inizialmente le compagnie aeree e la Vickers rimase senza ordini, soprattutto perché la capacità di trasporto di 24 persone non consentiva la copertura dei costi di realizzazione del volo.

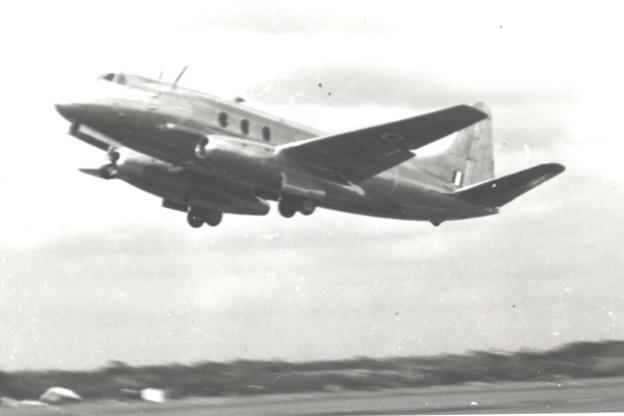
Il Type 663 Tay Viscount in volo durante la Mostra internazionale di Farnborough nel settembre del 1950.

Nel frattempo venne realizzato anche un prototipo (Type 663) motorizzato con due turbogetto Rolls-Royce Tay (una versione del Nene dotata di post-bruciatore); presentato alla Mostra internazionale e esposizione di volo di Farnborough del 1950 non ebbe seguito produttivo, ma venne impiegato prima per lo sviluppo dei comandi per il bombardiere Vickers Valiant e, successivamente (dalla Boulton Paul Aircraft), come velivolo di prova per sistemi di controllo elettronici.
La sopraggiunta disponibilità di una versione più potente dei Dart (Mk. 506, da 1 400 shp), diede nuova linfa al progetto del Viscount: venne realizzata la nuova versione Type 700, dotata di fusoliera pressurizzata e capacità di trasporto fino a 53 passeggeri: portato in volo il 19 aprile del 1950 incontrò subito il favore di numerose compagnie aeree e gli ordinativi non si fecero attendere. Il successo commerciale del Viscount si propagò oltreoceano: dapprima in Canada, dove la Trans Canada Airlines ordinò 15 esemplari, poi negli Stati Uniti dove si registrò la consistente richiesta di 60 esemplari avanzata dalla Capital Airlines.
Degno di nota è il fatto che ogni compagnia richiedeva piccole modifiche alla cellula di base e che la Vickers utilizzò, per ciascuna configurazione finale, una numerazione appositamente definita; le modifiche riguardavano la capacità di trasporto (in termini di passeggeri), la configurazione dell'allestimento interno, le versioni (e la relativa potenza) degli apparati propulsivi.
Circa questi ultimi, col trascorrere del tempo e grazie agli sviluppi tecnologici, vennero disponibili versioni sempre più potenti, tanto che alla fine la Vickers decise di realizzare una nuova versione, dotata di fusoliera allungata, capace di trasportare fino a 71 passeggeri e denominata Type 800. In questo caso i motori erano quattro Rolls-Royce Dart Mk 510 capaci di sviluppare una potenza di 1 600 shp. Nuove versioni dei propulsori condussero alla realizzazione delle versioni Type 810 (con motori da 2 100 shp) e Type 840 (2 350 shp), quest'ultima accreditata di una velocità di crociera di 643 km/h.
Infine, in seguito a sviluppi successivi e aggiornamenti della cellula di base, dal Viscount venne sviluppato il diretto successore Vickers Vanguard.

## Varianti

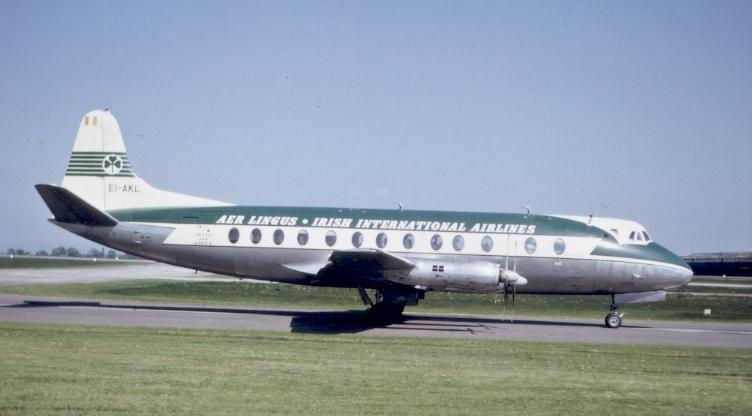
Vickers Viscount 808 Aer Lingus a Manchester GBR nel 1963

- 700: la prima serie costruita, con motori da 1 400 shp, prodotta in 287 esemplari;
  - 700D: con motori da 1 576 shp;
  - 724: variante dotata di nuovo sistema elettrico e nuovo sistema di pompe carburante, prodotta in 15 esemplari per la Trans Canada Airlines;
  - 745D: 40 velivoli prodotti per la Capital Airlines;
  - 757: 35 esemplari prodotti per la Trans Canada Airlines, con motori Dart 510 da 1 600 shp;
- 800: fusoliera allungata di 1,2 m; 67 velivoli prodotti;
  - 810: versione dotata di motori Dart Mk. 525 da 2 100 shp, prodotta in 84 esemplari;
  - 848: ultima versione prodotta, equipaggiata con motori Dart R.Da.10 Mk. 541 da 2 350 shp, realizzata in 6 esemplari.

## Utilizzatori

### Forze Armate
Australia
- Royal Australian Air Force

 Brasile
- Força Aérea Brasileira

 India
- Bhāratīya Vāyu Senā

 Oman
- Al Quwwat al-Jawwiya al-Sultanya al-Omanya

 Pakistan
- Pakistani Fida'iyye

 Regno Unito
- Royal Air Force

 Turchia
- Türk Hava Kuvvetleri

 Taiwan
- Chung-Hua Min-Kuo K'ung-Chün

 Sudafrica
- Suid-Afrikaanse Lugmag

### Compagnie aeree

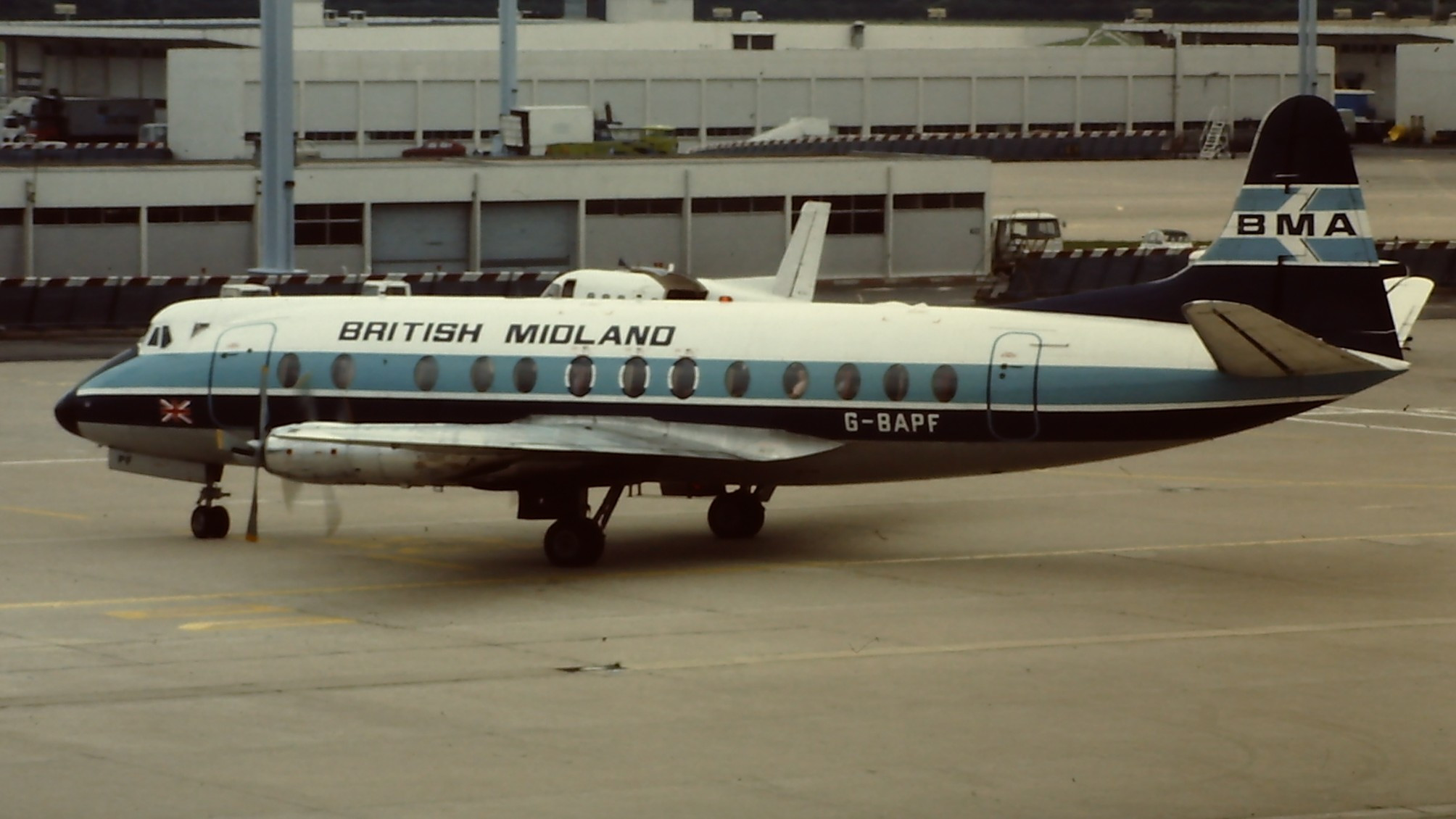
Il Viscount Type 800 G-BAPF nella livrea della compagnia aerea britannica British Midland all'aeroporto di Parigi-Orly nel giugno del 1981.

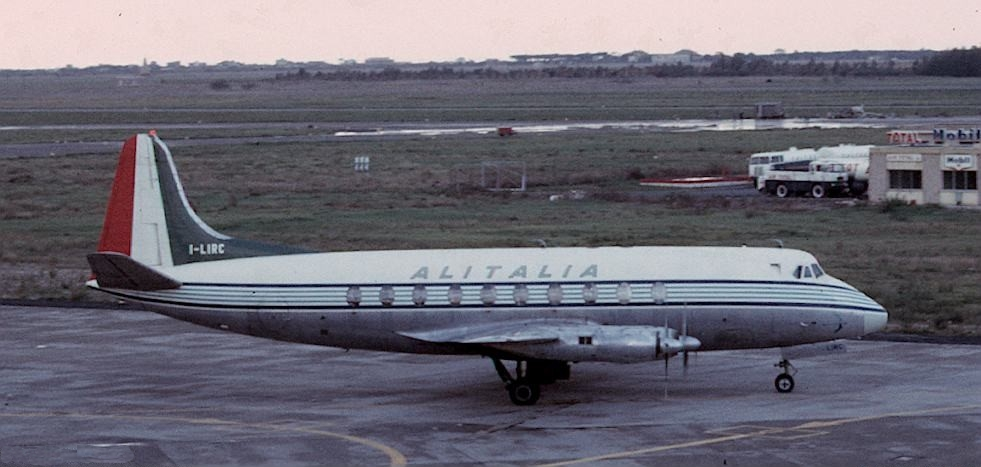
Un Viscount 745D dell'Alitalia a Fiumicino nel 1966.

Australia
- Ansett
- Trans Australia Airlines

 Birmania
- Union of Burma Airways

 Brasile
- VASP

 Canada
- Air Canada
- Trans Canada Airlines

 Cina
- CAAC

 Cipro
- Cyprus Airways

 Cuba
- Cubana

 Egitto
- Misrair

 Francia
- Air France

 Filippine
- Philippine Airlines

 Germania
- Lufthansa

 Ghana
- Ghana Airways

 Giappone
- All Nippon Airways

 Grecia
- Euroair

 India
- Indian Airlines

 Indonesia
- Mandala Airlines

 Irlanda
- Aer Lingus

 Islanda
- Icelandair

 Israele
- Arkia Airlines

 Italia
- Alitalia - Linee Aeree Italiane

 Libano
- Middle East Airlines

 Norvegia
- Braathens SAFE

 Nuova Zelanda
- National Airways Corporation

 Paesi Bassi
- KLM

 Pakistan
- Pakistan International Airlines

 Polonia
- Polskie Linie Lotnicze LOT

 Portogallo
- TAP Portugal

 Regno Unito
- Air Bridge Carries
- British Air Ferries
- British Airways
- British European Airways
- British Midland
- BOAC
- British United Airlines
- British World Airways
- Hunting-Clan Air Transport

 Rhodesia
- Air Rhodesia

 Rhodesia Meridionale
- Central African Airways

 Stati Uniti
- Aloha Airlines
- Capital Airlines
- Continental Airlines
- Northeast Airlines
- United Airlines

 Somalia
- Somali Airlines

 Sudafrica
- South African Airways

 Taiwan
- Far Eastern Air Transport

 Uruguay
- PLUNA

## Velivoli comparabili
Regno Unito
- Bristol Britannia

 Stati Uniti
- Lockheed L-188 Electra
- Douglas DC-6

 Unione Sovietica
- Ilyushin Il-18